# Galbella gridellii
Galbella gridellii es una especie de escarabajo del género Galbella, familia Buprestidae. Fue descrita científicamente por Obenberger en 1936.